# Хардин (Илиноис)
Хардин (енгл. Hardin) град је у америчкој савезној држави Илиноис.

## Демографија
По попису из 2010. године број становника је 967, што је 8 (0,8%) становника више него 2000. године.
| Група             | 2000.       | 2010.       |
| Белци             | 947 (98,7%) | 943 (97,5%) |
| Афроамериканци    | 0 (0,0%)    | 6 (0,6%)    |
| Азијати           | 2 (0,2%)    | 2 (0,2%)    |
| Хиспаноамериканци | 8 (0,8%)    | 8 (0,8%)    |
| Укупно            | 959         | 967         |